# 假面山莊殺人事件
《假面山莊殺人事件》是日本作家東野圭吾的長篇推理小說。1990年12月31日由德間書店發行單行本，1995年3月7日發行講談社文庫版。本作使用的是推理小說常見的「封閉空間」（英文：Closed Circle）為基礎架構。

## 出版書籍
| 出版社      | 出版日期       | 格式   | 頁數  | ISBN                   | 譯者   |
| ----------- | -------------- | ------ | ----- | ---------------------- | ------ |
| 德間書店    | 1990年12月31日 | 單行本 | 225頁 | ISBN 978-4-19-154407-9 |        |
| 講談社      | 1995年3月7日   | 文庫本 | 294頁 | ISBN 978-4-06-185966-1 |        |
| 泰国        | 2010年         | 平裝書 | 264頁 | ISBN 978-616-515044-6  |        |
| 皇冠文化    | 2013年4月29日  | 平裝書 | 256頁 | ISBN 978-957-332-983-1 | 王蘊潔 |
| 朝鮮 (地區) | 2014年9月26日  | 平裝書 | 336頁 | ISBN 978-899-098257-5  | 金蘭周 |

## 故事簡介
在森崎製藥的社長森崎伸彥的山莊里，為了森崎在婚禮前夕意外身亡的女兒朋美，八名男女聚集於此。此時兩名逃亡中的銀行搶匪闖入山莊，將山莊中的平和氣氛一舉奪走，更禁止眾人和外界聯絡。在一片緊張的氛圍當中，山莊中其中一人被刺殺身亡。而且從現場狀況研判，卻並非兩名搶匪所為。剩下的七個人疑神疑鬼，彼此猜忌，互相牽制。究竟當中誰是兇手？

## 登場人物
樫間 高之（Kashima Takayuki）
朋美的未婚夫。經營影像製作公司。
森崎 朋美（Morisaki Tomomi）
高之的未婚妻。在結婚典禮四日前遇上交通意外死亡。
森崎 伸彦（Morisaki Nobuhiko）
朋美的父親。森崎製藥社長。
森崎 厚子（Morisaki Atsuko）
伸彥的妻子。
森崎 利明（Morisaki Toshiaki）
伸彥的兒子，朋美的哥哥。
篠 一正（Shino Kazumasa）
厚子的弟弟。
篠 雪繪（Shino Yukie）
厚子的姪女，朋美的表妹。
木戶 信夫（Kido Nobuo）
一正的主治醫生。父親是厚子和一正的表哥。
下條 玲子（Shimojyou Reiko）
伸彥的秘書。
阿川 桂子（Agawa Keiko）
朋美的好友。小說家。
仁
阿仁；矮個子強盗犯，手持手槍，主發號施令與謀劃的歹徒。
田
阿田；高個子強盗犯，手持來福槍，個性粗暴。
藤
阿藤；強盗犯同夥，是阿仁與阿田的接應人，以電話聯繫。

## 外部連結
- （日語）http://bookclub.kodansha.co.jp/bc2_bc/search_view.jsp?b=1859668 （页面存档备份，存于）
- （简体中文）假面山莊殺人事件 (豆瓣) （页面存档备份，存于）
- [2]